# John Castle
John Castle (* 14. ledna 1940) je anglický herec. Narodil se v Croydonu a studoval na Brighton College a později na dublinské Trinity College. Herectví studoval na Royal Academy of Dramatic Art v Londýně. Svou první divadelní roli dostal v roce 1964 v Shakespearově hře Jindřich V. Později vystupoval jak v divadle (například i na Broadwayi), tak i v televizi a filmu. Jeho manželkou je spisovatelka Maggie Wadey.